# Agrotis luehri
Agrotis luehri is een vlinder uit de familie uilen (Noctuidae). De wetenschappelijke naam is voor het eerst geldig gepubliceerd in 1987 door Mentzer & Moberg.
De soort komt alleen voor in Noorwegen.